# Ulaangom
Ulaangom (Улаангом o Valle Rojo en mongol) es la capital de la provincia de Uvs en Mongolia. Se encuentra a 26 kilómetros al suroeste del lago Uvs Nuur y de las montañas Jarjiraa, 120 km al sur de la frontera con Rusia.

## Descripción
La ciudad tiene una población de unos 26.319 habitantes según el censo de 2000, 23.000 (2006 est.), 22.300 (final de 2008 est.) o el 28,9% de la población de la provincia de Uvs. Se divide en dos áreas suburbanas llamadas Chandmani (Чандмань) y Uliasny Jev (Улиасны Хэв).

## Clima
Ulaangom es una de las poblaciones con las temperaturas más extremas en Mongolia. Las temperaturas pueden llegar a −50 °C o menos en invierno y +43 °C o más en verano.